# Jacques-Joseph Moreau

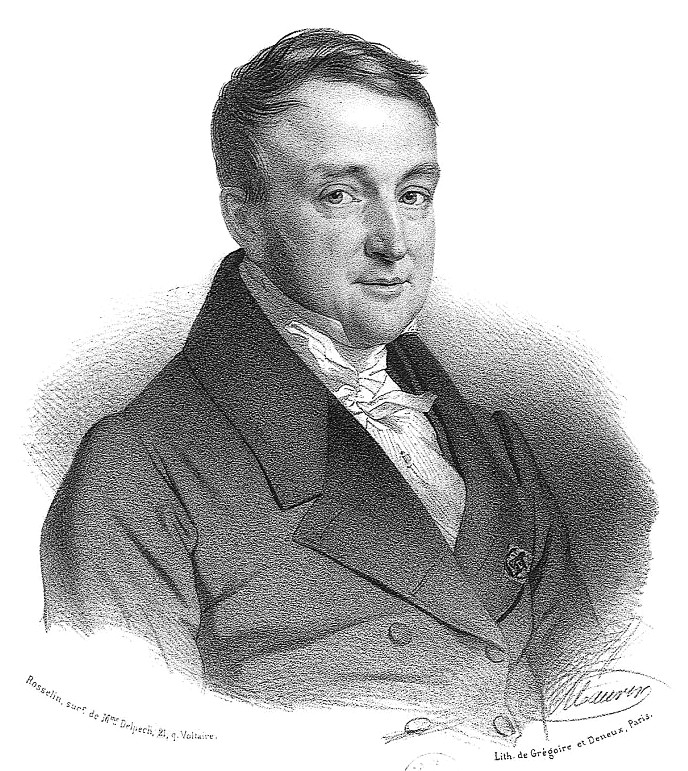
Jacques-Joseph Moreau de Tours

Jacques-Joseph Moreau (* 3. Juni 1804 in Montrésor, Département Indre-et-Loire; † 26. Juni 1884 in Paris) war ein französischer Psychiater, der auch unter dem Namen Jacques-Joseph Moreau de Tours bekannt war. Er gilt gemeinhin als der Mediziner, der als Erster systematisch die Wirkung von Rauschdrogen auf das zentrale Nervensystem untersuchte.

## Leben und Schaffen
Moreau begann sein Studium der Medizin in Tours im Dienst des berühmten Pierre Fidèle Bretonneau (1778–1862). Letzterer heiratete 1856 als bereits 78-Jähriger in zweiter Ehe Moreaus erst 19-jährige Nichte Sophie (1837–1918), was seinerzeit einen Skandal hervorrief.
Nach der Fortsetzung seines Studiums in Paris erhielt Moreau 1826 eine Stelle bei Jean Étienne Esquirol (1772–1840), der soeben sein privates Sanatorium in Charenton-le-Pont gegründet hatte.
Im Juni 1830 wurde er, ebenfalls in Paris, mit der Arbeit De l’influence du physique relativement au désordre des facultés intellectuelles et en particulier dans cette variété du délire désignée par M. Esquirol sous le nom de monomanie promoviert.
Wenig später begleitete Moreau einen Patienten Esquirols auf eine Reise nach Italien und in die Schweiz. Esquirol schlug ihm 1836 eine zweite „therapeutische Reise“ (voyage thérapeutique) vor.
Daraufhin unternahm Moreau eine mehrjährige Orientreise mit verschiedenen Patienten von Esquirol, die ihn zwischen 1836 und 1840 nach Ägypten, Nubien, Palästina, Syrien und Kleinasien führte. Dabei entdeckte er die psychotrope Wirkung des indischen Hanfs (Cannabis) und machte dadurch Beobachtungen über die aliénation mentale, welche er untersuchte, um seine theoretische Konzeption der Geisteskrankheit als eines mit dem Traum identischen Deliriums zu stützen.
1840 trat Moreau eine Stelle in der Psychiatrischen Abteilung des Bicêtre in Paris an und wurde kurz darauf ärztlicher Leiter einer von Esquirol in Ivry gegründeten Anstalt.
Moreau rief 1843 zusammen mit Jules Baillarger (1809–1890), François Achille Longet (1811–1871) und Laurent Alexis Philibert Cerise (1807–1869) die Zeitschrift Annales médico-psychologiques ins Leben, die noch heute herausgegeben wird.
Zusammen mit Théophile Gautier gründete Moreau 1844 in Paris den Club des hachichins, dem zahlreiche Wissenschaftler, Literaten und Künstler angehörten. Die Mitglieder des Clubs (u. a. Charles Baudelaire, Alexandre Dumas, Eugène Delacroix, Honoré de Balzac, Gérard de Nerval, Honoré Daumier, James Pradier und Gustave Flaubert) trafen sich bis 1849 monatlich bei dem Maler Fernand Boissard im Hôtel de Lauzun (auch Hôtel Pimodan genannt) auf der Île Saint-Louis, einer kleinen Insel auf der Seine.
1845 veröffentlichte Moreau das 431 Seiten umfassende Buch Du hachisch et de l’aliénation mentale. Er berichtet darin von guten Heilungserfolgen bei acht „manischen“ Patienten. Da Moreau aber nur wenig Haschisch zur Verfügung stand und er nur einzelne Patienten behandeln konnte, sind die in dem Buch formulierten Schlussfolgerungen von Zurückhaltung geprägt. Die Grundidee seiner Methode liegt in der Vorstellung, die Symptome der Geisteskrankheiten (insbesondere Halluzinationen) durch medikamentös steuerbare Symptome ersetzen und dann positiv beeinflussen zu können.
Im Jahr 1861 wechselte Moreau in das Hôpital de la Salpêtrière, wo er bis zu seinem Lebensende arbeitete. Noch als 80-Jähriger kam er regelmäßig zur Visite.
Er starb am Donnerstag, den 26. Juni 1884. Seine Grabstelle befindet sich auf dem Pariser Friedhof Père-Lachaise, 3e division.

## Schriften (Auswahl)
- Les Facultés morales considérées au point de vue médical. De leur influence sur les maladies nerveuses, les affections organiques, etc. Rouvier et Le Bouvier, Paris 1836 (eingeschränkte Vorschau in der Google-Buchsuche [abgerufen am 26. Juni 2024]).
- De la folie raisonnante envisagée sous le point de vue médico-légal. De leur influence sur les maladies nerveuses, les affections organiques, etc. Lacour et Compagnie, Paris 1840 (eingeschränkte Vorschau in der Google-Buchsuche [abgerufen am 26. Juni 2024]).
- Mémoire sur le traitement des hallucinations par le datura stramonium. Rouvier et Le Bouvier, Paris 1841 (bnf.fr [abgerufen am 26. Juni 2024]).
- Du hachisch et de l’aliénation mentale. Etudes psychologiques. Librairie de Fortin, Masson et Cie / Leopold Michelsen, Paris/Leipzig 1845 (eingeschränkte Vorschau in der Google-Buchsuche [abgerufen am 26. Juni 2024]).
- De l'étiologie de l'épilepsie et des indications que l'étude des causes peut fournir pour le traitement de cette maladie. In: Mémoires de l'Académie de médecine. Band 18. Paris 1854, S. 1–175 (bnf.fr [abgerufen am 26. Juni 2024]).
- De l'identité de l'état de rêve et de la folie. In: Annales médico-psychologiques. 3. Jahrgang, Nr. 1. Paris 1855, S. 361–408 (parisdescartes.fr [abgerufen am 26. Juni 2024]).